# Американо-боснийские отношения
Американо-боснийские отношения — двусторонние дипломатические отношения между США и Боснией и Герцеговиной. 

## История
Соединённые Штаты установили дипломатические отношения с Боснией и Герцеговиной в 1992 году после обретения ей независимости от Югославии. После отсоединения от Югославии в Боснии и Герцеговине начался внутренний конфликт между мусульманами (босняками), хорватами и сербами. Эта война продолжалась с 1992 по 1995 год и закончилась подписанием Дейтонского соглашения при решающем участии США, которые приложили дипломатические и военные усилия для прекращения кровопролития в Боснии и Герцеговине. В Сараево была размещена штаб-квартира Организации Североатлантического договора (НАТО), также США пожертвовали сотни миллионов долларов в виде гуманитарной помощи для Боснии и Герцеговины. Соединённые Штаты поддерживают стремления Боснии и Герцеговины к полной интеграции в евроатлантические институты (НАТО и Европейский союз).

## Торговля
Более 40 компаний США имеют представительства в этой стране. Босния и Герцеговина является страной-бенефициаром в рамках Всеобщей системы программы преференций (ВСП), в соответствии с которой она имеет право на беспошлинный ввоз своих товаров в США. 